# Tommaso Mocenigo
Pour les autres membres de la famille, voir Mocenigo.
Tommaso Mocenigo (né à Venise en 1343, mort à Venise le 4 avril 1423) est le 64e doge de Venise élu en 1413.
Tommaso Mocenigo est le fils de Pietro, il est élu à un âge avancé et se montre pragmatique, décidé et politiquement courageux. Sous son dogat, Venise atteint son apogée et commence la longue expansion sur la terre ferme qui culminera sous le dogat de son successeur Francesco Foscari. Curieusement Mocenigo, bien que contraint par les évènements à soutenir cet expansionnisme, se méfie toujours de cette politique qui lui semblait préjudiciable pour Venise parce qu'elle l'éloignait de ses origines maritimes.

## Biographie
Homme d'action et doté d'une grande éloquence, Mocenigo se distingue rapidement dans différentes activités. Il commande la flotte vénitienne lors de la bataille de Nicopolis en 1396, et également quelques batailles contre les Génois. Il aurait participé (il existe des doutes) à la guerre de Chioggia (1378–1381) en qualité de commandant de galère. Il est duc de Candie en 1403 et 1405.
Il est un fidèle serviteur de l'état et devient procurateur de Saint-Marc. Le 7 janvier 1414, avec le minimum de voix nécessaires, 25 sur 41, il est élu doge.

### Le dogat

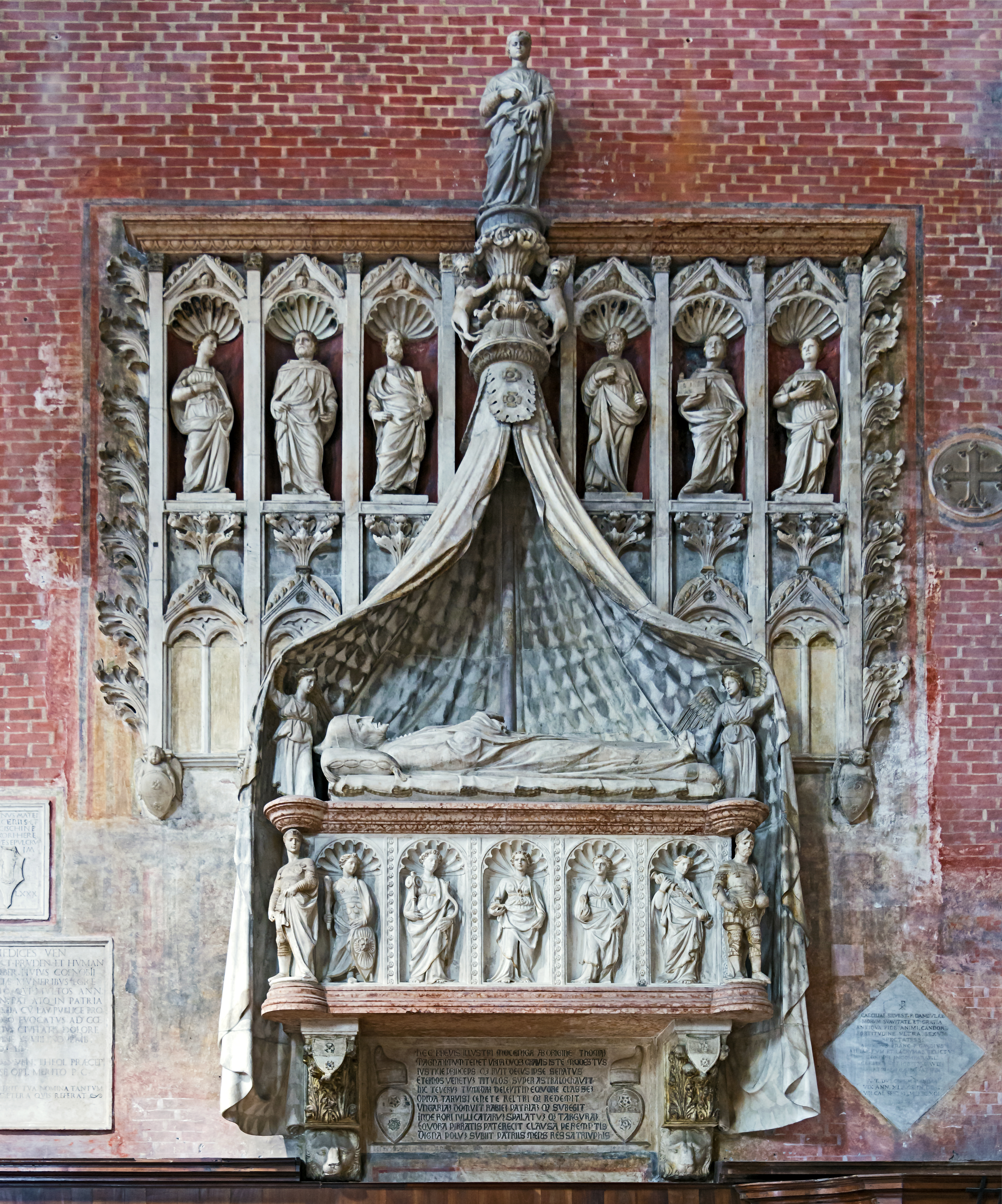
Tombeau de Tommaso Mocenigo

L'élection de Mocenigo est le résultat d'un accord entre de nombreux candidats en lice et il est tenu secret car à ce moment Mocenigo se trouve à Crémone en territoire étranger administré par Gabrino Fondolo, tyran de cette ville.
Les craintes pour sa vie imposent ce silence et son rapatriement rapide. Son dogat débute par de grandes fêtes qui voient disparaitre une antique tradition vénitienne qui date des premiers siècles de l'institution ducale: un héraut depuis la basilique Saint-Marc annonce au peuple le nom de l'élu en demandant son accord.
En 1423, cet usage est abrogé, il était le dernier souvenir de la démocratie et il disparait en faveur du pouvoir absolu de l'oligarchie.
Rapidement les difficultés en politique extérieure commencent: le nouveau patriarche de Aquilée, Ludovico di Teck, traditionnellement anti-vénitien, souhaite  une alliance avec le roi de Hongrie Sigismond afin d'attaquer la république et en 1418, il réussit à obtenir son appui. Venise, attaquée depuis deux directions, passe à l'offensive et au cours des années 1419–1420 obtient de grands succès conquérant Udine, Cividale, Feltre, Belluno et le Frioul en général. Même Cadore se rend spontanément. L’avancée irrésistible n'est stoppée que par le traité de paix avec la Hongrie et par la fin de l’état du patriarcat d'Aquileia qui est annexé à Venise.
Beaucoup de nobles souhaitent de nouvelles conquêtes mais Mocenigo préfère arrêter l'expansion de sa ville, rappelant en permanence jusque dans son testament, de ne pas s'aventurer dans de longues et onéreuses guerres, ces conquêtes déplaçant le barycentre de la ville de la mer vers la Terre Ferme.
Cette guerre terminée, la fin du dogat se poursuivit dans la paix et le doge, après une longue maladie, meurt le 4 avril 1423, à presque 80 ans. Son tombeau se trouve dans la basilique de San Zanipolo. Il fut sculpté par Pietro Lamberti et Giovanni di Martino.

### Le testament
Le testament du doge Mocenigo, rédigé le 10 mars 1423, est considéré comme un des documents  les plus importants de l'époque parce qu'il exalte la force et la puissance de Venise établissant la liste des moyens et des richesses de la ville et nous donnant une bonne description de la vie quotidienne.
Le commerce représente une valeur annuelle de 10 millions de ducats à l’exportation et autant à l’importation. La cité, longtemps sans arrière-pays, importe d’abord des denrées alimentaires (céréales, viande, huile et vin) qui font l’objet d’un monopole extrêmement rigoureux de l’État. L’État se comporte comme une gigantesque compagnie de navigation : tous les ans, il affrète, sous l’autorité du Sénat, quinze à vingt vaisseaux de 300 à 500 tonneaux, navigant toujours groupés par deux ou quatre, vers l’Orient, l’Égypte, l’Afrique du Nord, et de plus en plus vers les ports anglais et flamands (Bruges). Peu à peu la marine se perfectionne et on voit apparaître l’imposante galée (galera di mercato) et la coque à voilure carrée, l’usage de la boussole. Des marchandises rares enrichissent la ville : épices (poivre), soie et coton d’Orient ou d’Égypte, sucre, métaux de Saxe et de Thuringe. Aux côtés des gros vaisseau circulent plus de 3000 navires plus petits et 45 galères ainsi qu’une flottille de péniches et de barques acheminant les cargaisons des gros bateaux au port : le principe de la « Dominante » implique que toutes les marchandises doivent transiter par le port de Venise, mais tous les bateaux ne peuvent y entrer.
La mer fait vivre au moins 36 000 marins, ceux de l’État et des compagnies privées, qui fonctionnent selon le système de la colleganza ou contrat d’association : un associé apporte les deux tiers des capitaux, l’autre le tiers restant et son activité, les bénéfices sont répartis également. Les constructions navales emploient peut-être 16 000 ouvriers (dont 3000 charpentiers et 3 000 calfats), répartis en seize corporations ou arti. Une galère peut être construite en une seule journée. L’Arsenal, clé de la puissance vénitienne selon Dante, est de loin la plus grande concentration laborieuse de toute l’Europe préindustrielle.
Aux XIVe siècle et XVe siècle, le textile occupe 16 000 ouvriers (soie d’Égypte ou de Chine, coton de Syrie et laine). Le cuir, le bois, l’orfèvrerie, la métallurgie, le travail de l’ivoire, du verre (Murano), sont des activités importantes.
Curieusement dans celui-ci, Mocenigo recommande plusieurs fois de ne pas élire son successeur Francesco Foscari qui, selon lui, allait conduire la ville à la guerre sur la terre ferme sans une véritable nécessité pour Venise. Le 15 avril 1423, à peine onze jours après la mort de  Mocenigo, Francesco Foscari est élu.